# Пропорции флагов
Флаги современных государств обычно имеют прямоугольную форму (исключение — флаг Непала), но различные соотношения ширины и длины. Соотношение ширины и длины флага обозначается пропорцией (ширина:длина) или числовым результатом деления. Пропорциональный и числовой варианты представлены в таблице для всех национальных флагов.
Тем не менее многие из представленных здесь флагов используются также в других пропорциях, например флаг США вместо 10:19 — в 3:5 или флаг Бельгии вместо 13:15 — в 2:3. Это объясняется тем, что соотношение ширины и длины предписано только для используемых правительством флагов, а производители флагов стремятся к нескольким стандартным пропорциям (2:3; 1:2; 3:5). Кроме того, имеются страны, которые применяют разные пропорции государственного и морского флагов (например, флаг Гренады и флаг Гайаны). В этом случае здесь указывается пропорция государственного флага.

## Современные флаги государств
| Пропорция | Коэффициент          | Флаг | Количество флагов |
| --------- | -------------------- | --- | ----------------- |
| 5:4       | 1,25                 | Непал | 1                 |
| 1:1       | 1                    | Ватикан • Швейцария | 2                 |
| 13:15     | 0,866666             | Бельгия | 1                 |
| 6:7       | 0,857142857142       | Нигер | 1                 |
| 4:5       | 0,8                  | Монако | 1                 |
| 28:37     | 0,756756756          | Дания | 1                 |
| 3:4       | 0,75                 | Габон • ДРК • Папуа — Новая Гвинея • Сан-Марино | 4                 |
| 8:11      | 0,72727272           | Израиль • Норвегия | 2                 |
| 18:25     | 0,72                 | Исландия | 1                 |
| 5:7       | 0,714285714285       | Албания | 1                 |
| 7:10      | 0,7                  | Андорра • Бразилия | 2                 |
| 15:22     | 0,68181818           | Боливия | 1                 |
| 2:3       | 0,66666              | Австрия • Алжир • Ангола • Антигуа и Барбуда • Барбадос • Белиз • Бенин • Буркина-Фасо • Бутан • Венесуэла • Вьетнам • Гамбия • Гана • Гвинея • Греция • Грузия • Джибути • Египет • Замбия • Индия • Индонезия • Ирак • Испания • Италия • Йемен • Камерун • Кения • Китай • Колумбия • Республика Конго • Республика Корея • Кот-д’Ивуар • Лаос • Лесото • Ливан • Маврикий • Мавритания • Мадагаскар • Малави • Мали • Мальдивы • Мальта • Марокко • Мозамбик • Мьянма • Намибия • Нидерланды • Пакистан • Панама • Перу • Португалия • Россия • Руанда • Румыния • Саудовская Аравия • Сенегал • Сент-Винсент и Гренадины • Сент-Китс и Невис • Сербия • Сингапур • Сирия • Словакия • Сомали • Суринам • Сьерра-Леоне • Таиланд • Танзания • Тунис • Туркменистан • Турция • Уганда • Украина • Уругвай • Франция • Чад • Чехия • Чили • Центральноафриканская Республика • Эквадор • Экваториальная Гвинея • Эсватини • Южно-Африканская Республика • Япония | 83                |
| 9:14      | 0,64285714           | Аргентина | 1                 |
| 16:25     | 0,64                 | Камбоджа | 1                 |
| 7:11      | 0,63636363           | Эстония | 1                 |
| 5:8       | 0,625                | Гватемала • Палау • Польша • Швеция | 4                 |
| 1:1,618   | 0,618                | Того | 1                 |
| 11:18     | 0,61111              | Финляндия | 1                 |
| 3:5       | 0,6                  | Бангладеш • Бахрейн • Болгария • Бурунди • Вануату • Гаити • Гайана • Германия • Гренада • Кабо-Верде • Кипр • Киргизия • Коморы • Коста-Рика • Литва • Лихтенштейн • Люксембург • Никарагуа • Сальвадор • Тринидад и Тобаго | 20                |
| 4:7       | 0,571428571428       | Иран • Мексика | 2                 |
| 10:19     | 0,526315789473684210 | Либерия • Микронезия • США | 3                 |
| 1:2       | 0,5                  | Абхазия • Австралия • Азербайджан • Армения • Афганистан • Багамские Острова • Белоруссия • Босния и Герцеговина • Бруней • Великобритания • Венгрия • Восточный Тимор • Гвинея-Бисау • Гондурас • Доминика • Западная Сахара • Зимбабве • Иордания • Ирландия • Казахстан • Канада • Кирибати • КНДР • Куба • Кувейт • Латвия • Ливия • Македония • Малайзия • Молдавия • Монголия • Науру • Нигерия • Новая Зеландия • ОАЭ • Оман • Государство Палестина • Парагвай • Самоа • Сан-Томе и Принсипи • Сейшелы • Сент-Люсия • Словения • Соломоновы Острова • Судан • Таджикистан • Тонга • Тувалу • Узбекистан • Фиджи • Филиппины • Хорватия • Черногория • Шри-Ланка • Эритрея • Эфиопия • Южная Осетия • Южный Судан • Ямайка | 59                |
| 11:28     | 0,39285714285714     | Катар | 1                 |

## Примеры пропорций исторических флагов
- Флаги СССР и всех союзных республик имели соотношение сторон 1:2.
- Бело-красно-белый флаг Беларуси также имел соотношение 1:2.
- Черногорский флаг периода 1993—2004 гг. имел соотношение 1:3.
- Флаг Персии и Ирана периода 1907—1964 гг. также имел соотношение 1:3.